# Pierre Patricio
Pierre Patricio Farum (* 20. Februar 1960 in Dumalag, Capiz, Philippinen) ist ein philippinischer Künstler. 

## Leben
Patricio wurde als zweiter Sohn einer Mestizenfamilie aus der Mittelschicht in der philippinischen Provinz von Capiz geboren. Sein Vater war Landwirt von Beruf und seine Mutter Grundschullehrerin. Seine künstlerische Begabung wurde von Familienangehörigen schon in sehr frühem Alter erkannt, was für eine Familie ohne künstlerischen Hintergrund recht ungewöhnlich war. Bereits mit sieben Jahren gewann er in einen regionalen Malwettbewerb. 1977 nahm er an der Colgate-Palmolive Phils., Inc. Malwettbewerb teil, wobei er den ersten Preis gewann. In seiner Jugend hat er sein künstlerisches Talent gefördert, obwohl seine Eltern strikt dagegen waren. Für sein Studium wurde er später  nach Iloilo geschickt, um Bauingenieurwesen an der Western Institute of Technology zu studieren. Er brach jedoch das Studium ab und beschloss mit Seemannschaft an der heutigen John B. Lacson Foundation Maritime University in Arevalo als Bakkalaureus abzuschließen. 1982 arbeitete er als geologisch-technischer Zeichner für die Azure Mining Corporation und später arbeitete er als Seemann für etliche japanische Speditionsfirmen. 
Er siedelte im Jahr 1988 mit seiner Frau nach Griechenland. Dort lernte er Aktzeichnung unter Professor Lou Efsthatiou an der American Hellenic Union in Athen. 1993 widmete er sich voll der Malerei. Im Juni 1995 wurde seine erste Ein-Mann-Ausstellung von der Athener Gesellschaft und Medien empfangen und führte zum Verkauf von 20 der ausgestellten Bilder. Als er im selben Jahr zum ersten Mal in Deutschland ausstellte, sorgte er wieder für Aufregung unter Kunstkritiker in Hamburg. Die Ausstellung führte ebenfalls zum Erfolg. Im Frühjahr 1996 kehrte er auf den Philippinen für ein paar Jahre zurück. Er bekam später im Auftrag der National Cenntenial Commission seine Ausstellung in der Empfangshalle des philippinischen Außenministeriums.
1998 zog er mit seiner Familie nach Deutschland, wo er mehrere Bärenskulpturen für die Firma Buddy Bär Berlin GmbH gestaltete sowie auch andere für die Warenhauskette Galeria Kaufhof und für die Reederei Hamburg Süd. 2001 wurde die Bemalung seines ersten Buddy Bären auf Deutsche Welle TV dokumentiert. Er hat auch den philippinischen Bären für das Kreis des heutigen United Buddy Bears, ein Projekt in Zusammenarbeit der Initiative Toleranz e.V. des Auswärtigen Amts und den Gründern der Firma, Eva Herlitz und Dr. Klaus Herlitz, gestaltet. Er hatte schon etliche Kunstausstellungen in Griechenland, Deutschland, Belgien, Italien, Irland, Lettland, Schweden, Singapur, Südkorea und auf den Philippinen gehabt. Die dabei durchschrittene Vielfalt von Erfahrungen im In- und Ausland zeichnet ihn heute als einen der gefeiertsten Künstler in seine Heimat.

## Werke
- "Young Lady and her Guitar" (Acryl auf Leinwand) 2014
- "Dream of the Innocent" (Acryl auf Leinwand) 2012
- "Violin Concertino" (Acryl auf Leinwand) 2011
- "Saxophone Solace" (Acryl auf Leinwand) 2011
- "Progress Towards YTK" (Öl auf Leinwand) 1995